# 克鲁诺斯拉夫·洛夫雷克
克鲁诺斯拉夫·洛夫雷克（Krunoslav Lovrek，1979年9月11日—），是一名克罗地亚职业足球运动员，司职前锋。现在效力于中国足球超级联赛球队青岛中能。

## 俱乐部生涯
2012年3月3日，洛夫雷克加盟中国足球超级联赛球队青岛中能。

## 国家队生涯
洛夫雷克曾入选克罗地亚各级国家青年队，并代表克罗地亚U20参加1999年世青赛。